# Dunes de Guardamar
Dunes de Guardamar este o arie protejată (sit de importanță comunitară — SCI) din Spania întinsă pe o suprafață de 726,24 ha, integral pe uscat.

## Localizare
Centrul sitului Dunes de Guardamar este situat la coordonatele 38°05′52″N 0°38′52″W / 38.0978°N 0.6478°V.

## Înființare
Situl Dunes de Guardamar a fost declarat sit de importanță comunitară în decembrie 1997 pentru a proteja 3 specii de animale.

## Biodiversitate
Situată în ecoregiunea mediteraneană, aria protejată conține 11 habitate naturale: Dune cu vegetație ierboasă Brachypodietalia cu specii anuale, Dune împădurite cu Pinus pinea și/sau Pinus pinaster, Tufărișuri halofile mediteraneene și termo-atlantice (Sarcocornetea fruticosi), Dune mobile cu vegetație embrionară, Dune de pe litoral fixate cu Crucianellion maritimae, Dune mobile de-a lungul țărmului cu Ammophila arenaria („dune albe”), Depresiuni intradunale umede, Pășuni mediteraneene udate de apa mării (Juncetalia maritimi), Dune cu tufărișuri sclerofile Cisto-Lavenduletalia, Vegetație anuală la limita mareei, Estuare.
La baza desemnării sitului se află mai multe specii protejate de  păsări (3): prundăraș de sărătură (Charadrius alexandrinus), Galerida theklae, silvie de tufiș (Sylvia undata).